# بخش کنیوستا
بخش کنیوستا (به سوئدی: Knivsta kommun) یک ناحیه شهرداری در سوئد است که در شهرستان اوپسالا واقع شده‌است.